# Феличе Борел
Феличе Плачидо Борел (на италиански: Felice Placido Borel) е италиански футболист-национал, нападател и треньор.

## Кариера
Започва професионалната си кариера през 1932 г. във ФК Ювентус. Играл е също и за ФК Торино, УС Алесандрия 1912 и ССК Наполи. Изиграл е общо 257 мача със 131 гола. Само за ФК „Ювентус“ е изиграл 281 мача със 141 гола. В националния отбор на своята страна дебютира през 1933 г. До 1934 г. изиграва 3 мача с отбелязан 1 гол. От периода 1942 г. до 1959 г. е треньор на ФК Ювентус, УС Алесандрия 1912 и ССК Наполи. Носител на златен медал от Световното първенстнво през 1934 г.